# Alastair Duncan
Alastair Duncan (Edimburgo, 7 de fevereiro de 1958) é um ator e dublador britânico. Ele é mais conhecido por seu papel como DS Peter Livingstone em Taggart (1983-1987) e pelo seu trabalho de voz em animações, filmes e videogames, notadamente como Mimir em God of War (2018) e sua sequência de 2022.

## Biografia
Duncan nasceu em Edimburgo, Escócia. Seu pai se chama Archibald Alexander Macbeth Duncan. Seguindo a tradição de nomenclatura de sua família, seu nome seria Alastair David Macbeth Duncan, mas seu pai decidiu simplesmente dar-lhe o nome legal Alastair Duncan.

## Carreira
O papel de destaque de Duncan foi como Peter Livingstone na série policial de televisão escocesa Taggart.
Deixando o show após as duas primeiras temporadas, Duncan apareceu na adaptação para a televisão de 1988 de O Cão dos Baskervilles, estrelando Jeremy Brett como Sherlock Holmes.[carece de fontes?]
O próximo papel importante de Duncan foi no filme de ficção científica Split Second, de 1992. Ele continuou com papéis especiais em séries de televisão, como Babylon 5 e All-American Girl. Ele também apareceu em filmes de televisão, como Trick of the Eye e Tower of Terror.
Desde o início dos anos 2000, ele tem feito trabalhos de dublagem, incluindo filmes como Batman Unlimited: Animal Instincts e videogames como Warlords Battlecry, Legacy of Kain: Defiance, X-Men Legends II: Rise of Apocalypse, Tomb Raider: Legend, Tomb Raider: Anniversary, Final Fantasy XIV, Mass Effect, Infinity Blade II, Infinity Blade III, Metal Gear Rising: Revengeance e Middle-earth: Shadow of Mordor, bem como séries de televisão animadas: Alfred Pennyworth em The Batman e Adrian Toomes em Marvel's Spider-Man.[carece de fontes?]
Suas participações mais notáveis na televisão incluem episódios de Tracey Takes On..., Buffy, a Caça-Vampiros, Charmed, Angel e Leverage.

Em 2011, Duncan apareceu em The Girl with the Dragon Tattoo, de David Fincher. Duncan também forneceu sua voz para Como Treinar o Seu Dragão 2 e atuou na série da HBO Westworld. Ele também dublou e realizou captura de movimento para o deus nórdico Mimir em God of War de 2018 e sua sequência God of War Ragnarök.

## Vida pessoal
Em 1994, depois de começar a encontrar trabalho regular como ator, Duncan se mudou do Reino Unido para Los Angeles, Califórnia. De acordo com uma entrevista, ele se mudou duas semanas antes do terremoto de Northridge.
Duncan casou com a atriz Anna Gunn, mas o casal se divorciou em 2009. Eles compartilham duas filhas.

## Teatro
| Ano  | Título      | Papel           | Empresa                     | Diretor             | Notas                        |
| ---- | ----------- | --------------- | --------------------------- | ------------------- | ---------------------------- |
| 1986 | The Wallace | William Wallace | Teatro Brunton, Musselburgh | Charles Nowosielski | peça de Sydney Goodsir Smith |

## Filmografia

### Filme
| Ano  | Título                                               | Papel                                | Notas                      |
| ---- | ---------------------------------------------------- | ------------------------------------ | -------------------------- |
| 1992 | Fração de segundo                                    | Detetive Dick Durkin                 | Creditado como Neil Duncan |
| 1992 | Absent Without Leave                                 | Esquadrão Estranho                   | Creditado como Neil Duncan |
| 1994 | Sleeping with Strangers                              | Daniel                               | Creditado como Neil Duncan |
| 2005 | Batman vs. Drácula                                   | Alfred Pennyworth                    | Voz, direto para vídeo     |
| 2011 | A Garota com a Tatuagem de Dragão                    | Greger                               |                            |
| 2015 | Batman Unlimited: Instintos Animais                  | Alfred Pennyworth                    | Voz, direto para vídeo     |
| 2015 | Batman Unlimited: Caos Monstruoso                    | Alfred Pennyworth                    | Voz, direto para vídeo     |
| 2015 | Batman Unlimited: Mechs vs. Mutantes                 | Alfred Pennyworth, Chapeleiro Maluco | Voz, direto para vídeo     |
| 2021 | Batman: The Long Halloween                           | Alfred Pennyworth                    | Voz, direto para vídeo     |
| 2024 | Justice League: Crisis on Infinite Earths - Part One | Alfred Pennyworth                    | Voz, direto para vídeo     |

### Televisão
| Ano     | Título                               | Papel                                                   | Notas                                           |
| ------- | ------------------------------------ | ------------------------------------------------------- | ----------------------------------------------- |
| 1985–94 | Taggart                              | DS Peter Livingstone                                    | 16 episódios                                    |
| 1989    | Saracen                              | Simon Bleasdale                                         | Episódio: "Tooth and Claw"                      |
| 1989    | About Face                           | Jamie                                                   | Episódio: "Mrs. Worthington's Daughter"         |
| 1991    | Agatha Christie's Poirot             | Captain Black                                           | Episódio: "The Tragedy at Marsdon Manor"        |
| 1991    | Screen Two                           | Jonathon Parker                                         |                                                 |
| 1992    | Medics                               | Greg Maxwell                                            |                                                 |
| 1994    | Chandler & Co                        | Paul Dailey                                             |                                                 |
| 1994    | Trick of the Eye                     | Simon                                                   | Filme para TV                                   |
| 1994    | Blossom                              | Graham                                                  |                                                 |
| 1994    | All-American Girl                    | Calvin Whitaker                                         | Episódio: "Educating Margaret"                  |
| 1995    | The Marshal                          | Rainey                                                  |                                                 |
| 1995    | The Home Court                       | Paul                                                    |                                                 |
| 1996    | Murder, She Wrote                    | Sgt. Colin Baxter                                       | Episódio: "Southern Double-Cross"               |
| 1996    | Dead Man's Walk                      | Capt. Billy Falconer                                    |                                                 |
| 1996    | Hercules: The Legendary Journeys     | Sordis                                                  |                                                 |
| 1996    | Highlander: The Series               | Terence Coventry                                        | Episódio: "Dramatic License"                    |
| 1996–99 | Tracey Takes On...                   | Euan McCloud, Capt. Philip "Pip" St. Aubyn              |                                                 |
| 1997    | Xena: Warrior Princess               | Perion                                                  | Episódio: "Been There, Done That"               |
| 1997    | Babylon 5                            | Latimere                                                | Episódio: "The Deconstruction of Falling Stars" |
| 1997    | Tower of Terror                      | Gilbert London                                          | Filme para TV                                   |
| 1998    | Buddy Faro                           | Eric / Jeffrey Mendelbaum                               |                                                 |
| 1999    | Seven Days                           | Russian Captain                                         | Episódio: "Last Breath"                         |
| 1999    | Norm                                 | Paul                                                    |                                                 |
| 1999    | Thanks                               | Edward Randolph                                         |                                                 |
| 1999    | Sabrina the Teenage Witch            | Pierre Curie                                            | Episódio: "Aging, Not So Gracefully"            |
| 2000    | Diagnosis: Murder                    | Eliot Grayson                                           | Episódio: "Too Many Cooks"                      |
| 2000    | Buffy the Vampire Slayer             | Collins                                                 |                                                 |
| 2000    | The Three Stooges                    | Theatre Manager                                         | Filme para TV                                   |
| 2000    | Angel                                | Collins                                                 | Episódio: "Sanctuary"                           |
| 2001    | Providence                           | Graham Hollings                                         |                                                 |
| 2001    | Charmed                              | Alaster                                                 | Episódio: "Brain Drain"                         |
| 2002    | Maybe It's Me                        | James                                                   | Episódio: "The Fever Episode"                   |
| 2003    | The Lyon's Den                       | Haley's Father                                          | Episódio: "Beach House"                         |
| 2003    | Miss Match                           | Ian                                                     | Episódio: "Bad Judgement"                       |
| 2004    | The Grim Adventures of Billy & Mandy | Odin                                                    | Voz                                             |
| 2004–08 | The Batman                           | Alfred Pennyworth                                       | Voz                                             |
| 2007    | Mad Men                              | George Pelham                                           | Episódio: "Marriage of Figaro"                  |
| 2010    | The Mentalist                        | Francis Slocombe                                        | Episódio: "The Red Box"                         |
| 2010    | Leverage                             | President Edwin Ribera                                  | Episódio: "The San Lorenzo Job"                 |
| 2011    | Castle                               | Reginald Easley                                         | Episódio: "Lucky Stiff"                         |
| 2013    | Bones                                | Heinrich Gloeckner                                      | Episódio: "The Secrets in the Proposal"         |
| 2013    | CSI: Crime Scene Investigation       | Graham Deveraux                                         | Episódio: "Last Supper"                         |
| 2013    | Regular Show                         | Mordecai's Dad, Pilgrim                                 | Voz                                             |
| 2014    | NCIS                                 | Peter Velo                                              | Episódio: "So It Goes"                          |
| 2015    | The Grinder                          | Lord Chief Justice Pugue                                | Episódio: "Buckingham Malice"                   |
| 2016    | Westworld                            | Cottage Father                                          | Episódio: "The Adversary"                       |
| 2017–18 | Dragons: Race to the Edge            | Vozes adicionais                                        |                                                 |
| 2017–19 | Spider-Man                           | Adrian Toomes / Vulture, Goblin King, additional voices | Voz                                             |
| 2018    | Trollhunters: Tales of Arcadia       | Vozes adicionais                                        |                                                 |
| 2019    | Avengers Assemble                    | Adrian Toomes / Vulture                                 | Voz, episódio: "Vibranium Curtain"              |
| 2020    | Stillwater                           | Goose                                                   | Voz                                             |
| 2023    | Castlevania: Nocturne                | Vaublanc                                                |                                                 |

### Video games
| Ano  | Título                                   | Papel                                                                      | Notas          |
| ---- | ---------------------------------------- | -------------------------------------------------------------------------- | -------------- |
| 2003 | Star Wars Jedi Knight: Jedi Academy      | Reborn #1, Cultist #2, Imperial Officer #1                                 |                |
| 2003 | The Hobbit                               | Kili                                                                       |                |
| 2003 | Legacy of Kain: Defiance                 | Mortanius, Hylden Lord                                                     |                |
| 2004 | Syphon Filter: The Omega Strain          | Mihai Niculescu                                                            |                |
| 2005 | Killer7                                  | Curtis Blackburn                                                           |                |
| 2005 | Tom Clancy's Rainbow Six: Lockdown       | Vozes adicionais                                                           |                |
| 2005 | X-Men Legends II: Rise of Apocalypse     | Bastion                                                                    |                |
| 2006 | Onimusha: Dawn of Dreams                 | Mitsunari Ishida                                                           |                |
| 2006 | Tomb Raider: Legend                      | Kent                                                                       |                |
| 2007 | Pirates of the Caribbean: At World's End | Penrod                                                                     |                |
| 2007 | Tomb Raider: Anniversary                 | Qualopec                                                                   |                |
| 2007 | Mass Effect                              | Nihlus Kryik, Councilor Sparatus, ERCS Guard                               |                |
| 2010 | Mass Effect 2                            | Councilor Sparatus, Anto Korragan, Captain Narom, Kylan, Blue Suns Enemies |                |
| 2010 | Final Fantasy XIV                        | Vozes adicionais                                                           |                |
| 2010 | God of War: Ghost of Sparta              | Soldier #8, Citizen Male #7                                                |                |
| 2011 | Professor Layton and the Miracle Mask    | Vozes adicionais                                                           |                |
| 2011 | Ace Combat: Assault Horizon              | Lion 2                                                                     |                |
| 2011 | Uncharted 3: Drake's Deception           | Marlowe's Agents                                                           |                |
| 2011 | The Elder Scrolls V: Skyrim              | Captain Veleth                                                             | Dragonborn DLC |
| 2011 | Infinity Blade II                        | Raidriar                                                                   |                |
| 2012 | Kingdoms of Amalur: Reckoning            | Vozes adicionais                                                           |                |
| 2012 | Mass Effect 3                            | Councilor Sparatus, Turian Pilot                                           |                |
| 2012 | Starhawk                                 | Rifters, Outcast                                                           |                |
| 2013 | Metal Gear Rising: Revengeance           | Senator Steven Armstrong                                                   |                |
| 2013 | Professor Layton and the Azran Legacy    | Vozes adicionais                                                           |                |
| 2013 | Infinity Blade III                       | Raidriar                                                                   |                |
| 2013 | Ratchet & Clank: Into the Nexus          | Thug #3                                                                    |                |
| 2014 | Lightning Returns: Final Fantasy XIII    | Taleb                                                                      |                |
| 2014 | Middle-earth: Shadow of Mordor           | Celebrimbor                                                                |                |
| 2015 | The Order: 1886                          | Vozes adicionais                                                           |                |
| 2017 | Middle-earth: Shadow of War              | Celebrimbor                                                                |                |
| 2018 | God of War                               | Mímir                                                                      |                |
| 2018 | Darksiders III                           | Angel Soldier, Marker Male                                                 |                |
| 2019 | Star Wars: The Old Republic              | Vozes adicionais                                                           | Onslaught DLC  |
| 2019 | Call of Duty: Modern Warfare             | Vozes adicionais                                                           |                |
| 2022 | God of War Ragnarök                      | Mímir                                                                      |                |
| 2022 | Tactics Ogre: Reborn                     | Warren Omon, Leundar Balbatos                                              |                |
| 2023 | Justice League: Cosmic Chaos             | Alfred Pennyworth, Clinton Scarantino, Old Man                             |                |
| 2023 | Hogwarts Legacy                          | Isidora's Father                                                           |                |
| 2025 | Death Stranding 2: On the Beach          | O Presidente                                                               | Voz            |